# Tres eran tres
Tres eran tres fue una serie de televisión escrita y dirigida por Jaime de Armiñán y emitida por Televisión española en la temporada 1972-1973.

## Argumento
Elena, Paloma y Julia son tres hermanas que, sin embargo, por avatares de la vida han vivido en hogares separados y apenas se conocen. Sus padres se separaron siendo ellas pequeñas, y Elena se quedó a vivir con su madre, Paloma con su padre, y Julia fue enviada a un internado en el extranjero. Las circunstancias hacen que, siendo las tres ya adultas, se reúnan a vivir juntas en casa de Elena, y a lo largo de la serie se reflejan sus desavenencias, sus peleas, sus reconciliaciones, sus frustraciones y aspiraciones y, en definitiva, los lazos que vuelven a mantenerlas unidas.

## Reparto
- Amparo Soler Leal, Elena
- Julieta Serrano, Paloma
- Emma Cohen, Julia
- Lola Gaos, Fuencisla
- Charo López, María
- Yolanda Ríos, Alicia
- José Vivó, Carrasco
- Joaquín Roa, Padre

## Premios
- TP de Oro (1973): Emma Cohen como Mejor actriz nacional

## Curiosidades
La relación sentimental que unió a Fernando Fernán Gómez y Emma Cohen durante 35 años, comenzó tras la participación del actor como estrella invitada en uno de los episodios de la serie.
- Datos: Q6152204